# Лёндек (гмина)
Лёндек (пол. Lądek) — сельская гмина (волость) в Польше, входит как административная единица в Слупецкий повет, Великопольское воеводство. Население — 5717 человек (на 2004 год).

## Сельские округа
1. Чёнжень
2. Домброва
3. Доляны
4. Дзедзице
5. Ярошин
6. Ярошин-Колёня
7. Лёнд
8. Лёнд-Колёня
9. Лёндек
10. Пётрово
11. Полицко
12. Ратынь
13. Самажево
14. Слугоцин
15. Слугоцин-Колёня
16. Воля-Кошуцка

## Прочие поселения
1. Чёнжень-Холендры
2. Накелец
3. Вацлавув

## Соседние гмины
1. Гмина Голина
2. Гмина Колачково
3. Гмина Пыздры
4. Гмина Жгув
5. Слупца
6. Гмина Загурув